# SSMTP
sSMTP ist ein simples Computerprogramm zum Senden von E-Mails mittels SMTP und SMTPS. Es stellt quasi das Gegenstück zu Abholprogrammen wie fetchmail und getmail dar.

## Motivation für die Entwicklung
Für den Versand von E-Mails ist auf unixoiden Systemen in der Regel ein Mail Transfer Agent (MTA) wie sendmail oder Postfix zuständig. Vollwertige MTAs weisen einen hohen Funktionsumfang auf. Dies schlägt sich in einer komplexen Konfiguration und erhöhtem Ressourcenverbrauch (im Vergleich zu sSMTP) nieder. Ist der Computer Teil eines Netzwerkes mit zentraler Infrastruktur für E-Mail, benötigt dieser keinen vollwertigen MTA. Dies trifft auf die Computer von Privatpersonen zu, welche ihre E-Mails über die Infrastruktur ihres ISPs verwalten. Aber auch auf Arbeitsplatz-Computern in Organisationen, welche über zentrale Systeme für E-Mail verfügen.

## Funktionsweise
sSMTP nimmt auf dem lokalen Computer E-Mails entgegen. Dabei kann es auch die Absenderadresse – falls gewünscht – anpassen. Anschließend baut es eine Verbindung zu einem SMTP-Server auf und stellt diesem die E-Mails zur weiteren Verarbeitung zu. Sollte der SMTP-Server nicht erreichbar sein oder die Annahme verweigern, bricht sSMTP mit einer Fehlermeldung ab. Eine Speicherung von E-Mails ist nicht vorgesehen. Damit fällt auch die Möglichkeit weg, fehlgeschlagene Zustellversuche zu einem späteren Zeitpunkt selbständig zu wiederholen.
Das Anpassen der Absenderadresse (Kopfzeile From:) dient dazu, vom System automatisch generierte Adressen wie root@localhost – welche im Internet ungültig sind – durch die gültige Adresse des Benutzers zu ersetzen (z. B. user@example.com).
Nach der Installation ersetzt sSMTP auf dem System die beiden Kommandos sendmail und mail durch Verknüpfungen auf sich selbst. In unixoiden Betriebssystemen ist es ein Quasistandard, dass Programme für den Versand von E-Mails sendmail aufrufen. Benutzer hingegen verwenden das Kommando mail, welches seinerseits sendmail aufruft.
Gesteuert wird sSMTP über eine eigene Konfigurationsdatei. Diese befindet sich normalerweise unter /etc/ssmtp/ssmtp.conf. Alternativ kann vom Benutzer auch das Kommando ssmtp direkt aufgerufen und mittels Parametern gesteuert werden.